# Medasina basistrigaria
Medasina basistrigaria är en fjärilsart som beskrevs av Moore 1867. Medasina basistrigaria ingår i släktet Medasina och familjen mätare. Inga underarter finns listade i Catalogue of Life.